# Peperomia martiana
Peperomia martiana är en pepparväxtart som beskrevs av Friedrich Anton Wilhelm Miquel. Peperomia martiana ingår i släktet peperomior, och familjen pepparväxter. Inga underarter finns listade i Catalogue of Life.